# Saint-Christophe (Savoie)
Ne doit pas être confondu avec Saint-Christophe-sur-Guiers.
Pour les articles homonymes, voir Saint-Christophe.
Saint-Christophe, ou Saint-Christophe-la-Grotte, est une commune française située dans le département de la Savoie, en région Auvergne-Rhône-Alpes.

## Géographie

### Situation et description
Le territoire de Saint-Christophe-la-Grotte est formé de grandes forêts mais aussi de pâturages. On distingue de nombreux hameaux dans la commune, surtout dans la plaine du Guiers. La commune est située à la limite du massif de la Chartreuse situé à l'est et non loin des gorges du Guiers Vif au sud-est. Au sud de la commune se trouve une autre commune au nom proche, Saint-Christophe-sur-Guiers.

### Morphologie urbaine
La commune possède plusieurs hameaux ou lieux-dits : « Les Andrets, les Honches, Bande (ou Baude), les Bati(er)s, Boquière, chez Capuchon, Gerbaix, la Grotte, Saint-Blaise, Saint-Christophe, Saint Martin, chez Tirard [ou encore] le Villard ».

## Urbanisme

### Typologie
Au 1er janvier 2024, Saint-Christophe est catégorisée commune rurale à habitat dispersé, selon la nouvelle grille communale de densité à sept niveaux définie par l'Insee en 2022.
Elle est située hors unité urbaine. Par ailleurs la commune fait partie de l'aire d'attraction de Chambéry, dont elle est une commune de la couronne,. Cette aire, qui regroupe 115 communes, est catégorisée dans les aires de 200 000 à moins de 700 000 habitants,.

### Occupation des sols
L'occupation des sols de la commune, telle qu'elle ressort de la base de données européenne d’occupation biophysique des sols Corine Land Cover (CLC), est marquée par l'importance des forêts et milieux semi-naturels (57,3 % en 2018), une proportion identique à celle de 1990 (57,3 %). La répartition détaillée en 2018 est la suivante : 
forêts (52,8 %), prairies (26,8 %), zones agricoles hétérogènes (8,8 %), zones urbanisées (7 %), milieux à végétation arbustive et/ou herbacée (4,5 %), terres arables (0,1 %).
L'IGN met par ailleurs à disposition un outil en ligne permettant de comparer l’évolution dans le temps de l’occupation des sols de la commune (ou de territoires à des échelles différentes). Plusieurs époques sont accessibles sous forme de cartes ou photos aériennes : la carte de Cassini (XVIIIe siècle), la carte d'état-major (1820-1866) et la période actuelle (1950 à aujourd'hui).

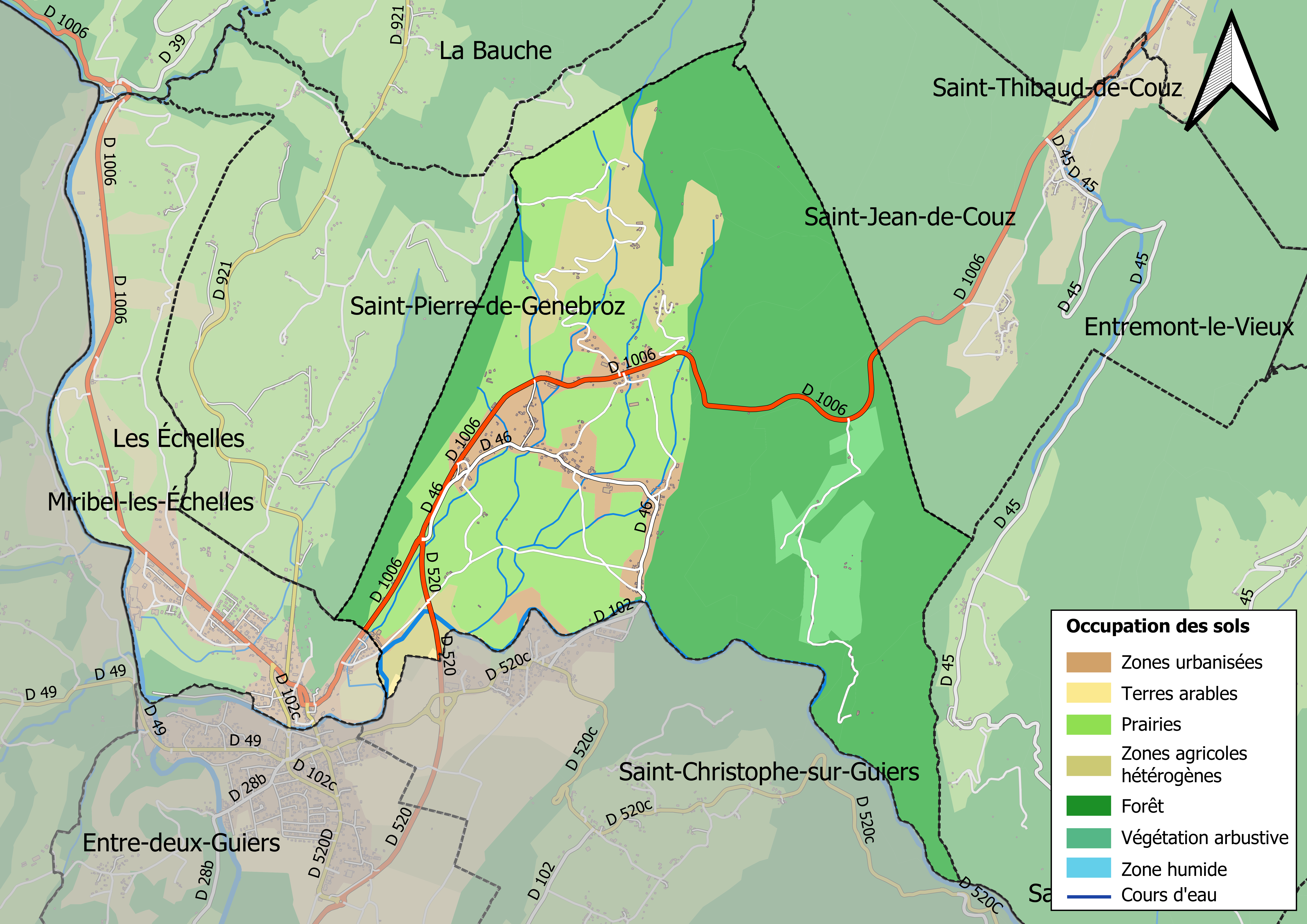
Carte des infrastructures et de l'occupation des sols en 2018 (CLC) de la commune.
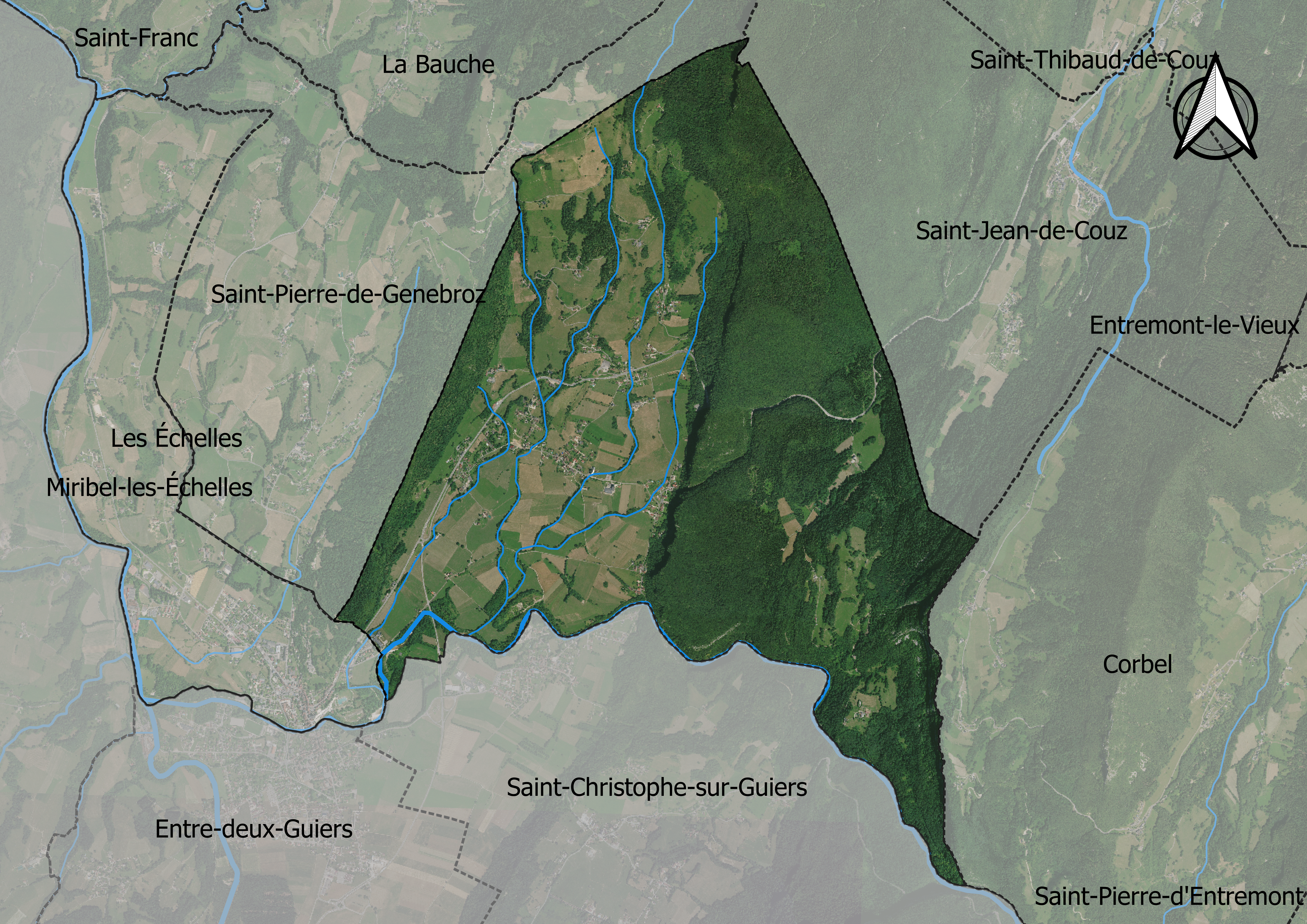
Carte orthophotogrammétrique de la commune.

## Toponymie
Le nom de la commune fait référence au saint et martyr Christophe de Lycie.
En raison de la présence des grottes des Échelles sur la commune, et pour la distinguer des autres communes portant ce nom, la paroisse de Saint-Christophe était nommée Saint-Christophe-des-Échelles ou encore Saint-Christophe près des Echelles. Au cours de la période d'occupation révolutionnaire, la commune prend le nom de la Grotte, puis au XIXe siècle celui de Saint-Christophe-la-Grotte,. Ce dernier est toujours utilisé, notamment par la commune pour sa communication.
La Grotte est par ailleurs le nom du chef-lieu du village,.
En francoprovençal, le nom de la commune s'écrit Sin Kristof, selon la graphie de Conflans.

## Histoire
Le site est fréquenté au Magdalénien (Azilien) puis au Mésolithique par des chasseurs-cueilleurs comme l'attestent les différentes traces retrouvées au niveau des abris de la Fru.
Durant l'Antiquité, une voie romaine passa par le col du Chat, principal itinéraire pour franchir le chaînon Épine-Chat, avant d'être déplacée au niveau du col Saint-Michel, entre Aiguebelette et Cognin, pourtant plus élevé que le col du Chat de presque 300 mètres. Cette route évolue pour être remplacée par la « route royale » ou « voie sarde ». L'ascension vers le passage étroit naturel dans la montagne de l'Épine - défilé de la Grotte - est difficile et se faisait à l'aide d'échelles - gradins taillés dans la roche - qui donneront son nom à la commune voisine, que l'on appelle le passage du « Scabilio » ou « Grand Escallier ». En 1667, le duc de Savoie Charles-Emmanuel II décide que la route du col, notamment ce difficile passage, doit être améliorée. Des travaux de nivellement ainsi qu'une rampe carrossable sont réalisés jusqu'en 1672,,. Une stèle est envisagée afin de commémorer la gloire du grand duc par le maître auditeur à la Chambre des comptes de Savoie, René-Philibert Balland,. La route prendra plus tard le nom de « grand chemin royal ».
Au cours de la période d'occupation du duché de Savoie par les troupes révolutionnaires françaises, à la suite du rattachement de 1792, la commune appartient au canton des Échelles, au sein du département du Mont-Blanc. Les ingénieurs français souhaitent trouver une solution de contournement de la voie sarde toujours considérée comme malcommode. L'empereur Napoléon ordonne le percement d'un tunnel. Les travaux débutent en 1806 et se terminent en 1820, alors que le duché de Savoie est revenu à la famille princière de Savoie. Le tunnel Napoléon ou des Échelles est d'une longueur de 307 m et était considéré pour l'époque comme le plus long du monde. La RD 1006 (ex-nationale 6) l'empruntera.
En 1885, la Société des Grottes des Échelles aménage pour les visiteurs des grottes. En outre, la commune fut rattachée à la communauté de communes du Mont Beauvoir de 2005 à 2013. Depuis 2014, la commune est rattachée à la communauté de communes Cœur de Chartreuse.

### Administration municipale

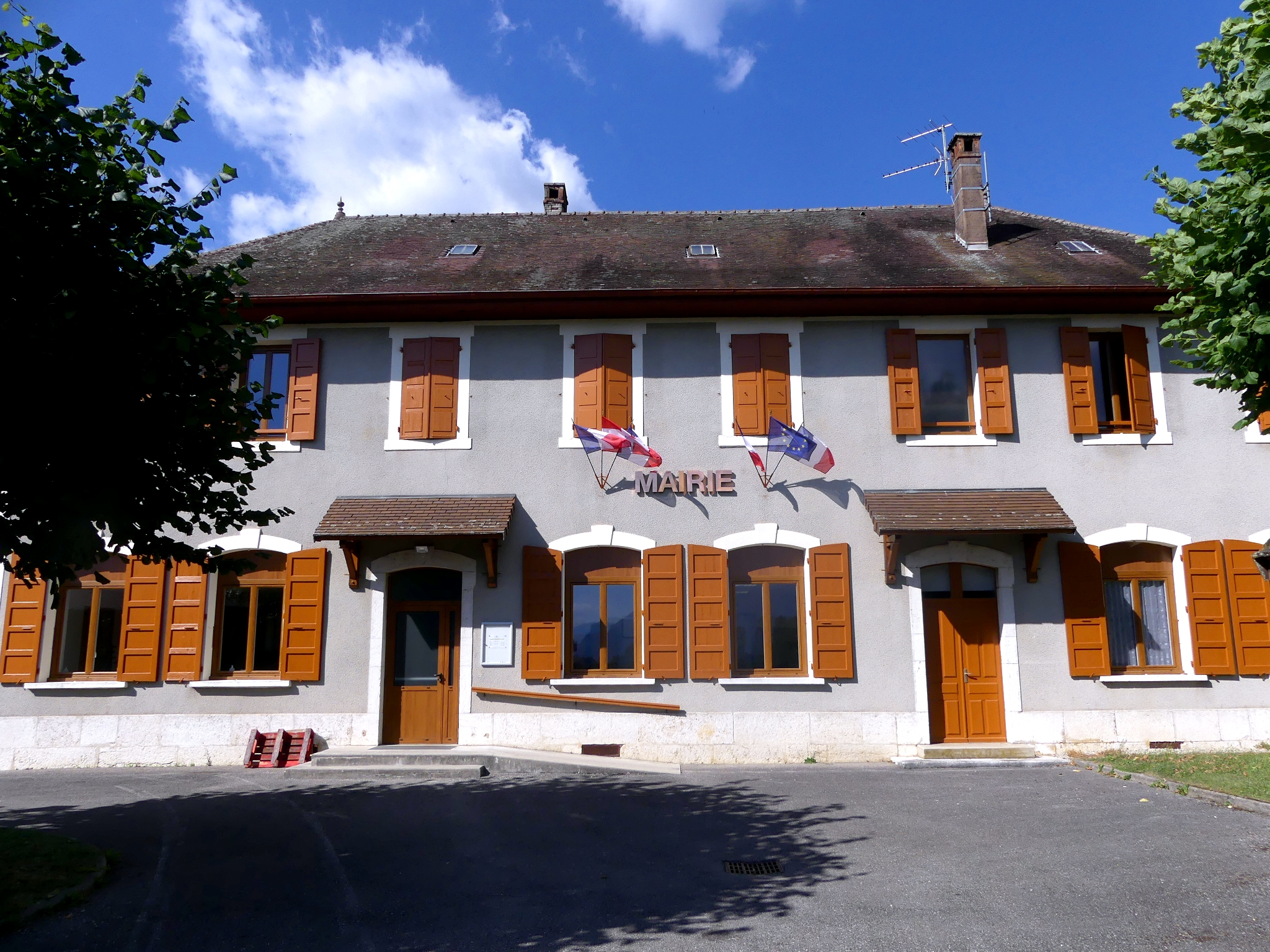
Mairie de Saint-Christophe.

## Politique et administration

### Liste des maires
| Période                                  | Période   | Identité          | Étiquette | Qualité |
| ---------------------------------------- | --------- | ----------------- | --------- | ------- |
| mars 2001                                | mars 2008 | Jean-Pierre Zurdo | ...       | ...     |
| mars 2008                                | En cours  | Jean-Pierre Zurdo | ...       | ...     |
| Les données manquantes sont à compléter. |           |                   |           |         |

## Population et société

### Démographie
Les habitants de la commune sont appelés les Saint-christolins.
L'évolution du nombre d'habitants est connue à travers les recensements de la population effectués dans la commune depuis 1793. Pour les communes de moins de 10 000 habitants, une enquête de recensement portant sur toute la population est réalisée tous les cinq ans, les populations de référence des années intermédiaires étant quant à elles estimées par interpolation ou extrapolation. Pour la commune, le premier recensement exhaustif entrant dans le cadre du nouveau dispositif a été réalisé en 2008.

En 2022, la commune comptait 538 habitants, en évolution de +1,51 % par rapport à 2016 (Savoie : +3,63 %, France hors Mayotte : +2,11 %).
| 1793 | 1800 | 1806 | 1822 | 1838 | 1848 | 1858 | 1861 | 1866 |
| ---- | ---- | ---- | ---- | ---- | ---- | ---- | ---- | ---- |
| 575  | 646  | 738  | 656  | 851  | 741  | 596  | 577  | 555  |

| 1872 | 1876 | 1881 | 1886 | 1891 | 1896 | 1901 | 1906 | 1911 |
| ---- | ---- | ---- | ---- | ---- | ---- | ---- | ---- | ---- |
| 563  | 547  | 530  | 512  | 463  | 419  | 378  | 365  | 363  |

| 1921 | 1926 | 1931 | 1936 | 1946 | 1954 | 1962 | 1968 | 1975 |
| ---- | ---- | ---- | ---- | ---- | ---- | ---- | ---- | ---- |
| 386  | 350  | 354  | 352  | 352  | 335  | 355  | 288  | 344  |

| 1982 | 1990 | 1999 | 2006 | 2008 | 2013 | 2018 | 2022 | - |
| ---- | ---- | ---- | ---- | ---- | ---- | ---- | ---- | - |
| 354  | 385  | 442  | 485  | 497  | 518  | 532  | 538  | - |

### Enseignement
La commune est rattachée à l'académie de Grenoble.

### Médias
Historiquement, le quotidien à grand tirage Le Dauphiné libéré consacre, chaque jour, y compris le dimanche, dans son édition de Chartreuse et de Chambéry, un ou plusieurs articles à l'actualité du village, ainsi que des informations sur les éventuelles manifestations locales, les travaux routiers, et autres événements divers à caractère local.
La commune est située sur l'aire de diffusion de radio Ici Isère, une radio publique qui émet sur tout le territoire du département de l'Isère.

## Économie
La commune fait partie de l'aire géographique de production et transformation du « Bois de Chartreuse », la première AOC de la filière Bois en France,.

## Culture locale et patrimoine

### Lieux et monuments

#### Les grottes de Saint-Christophe et la voie sarde

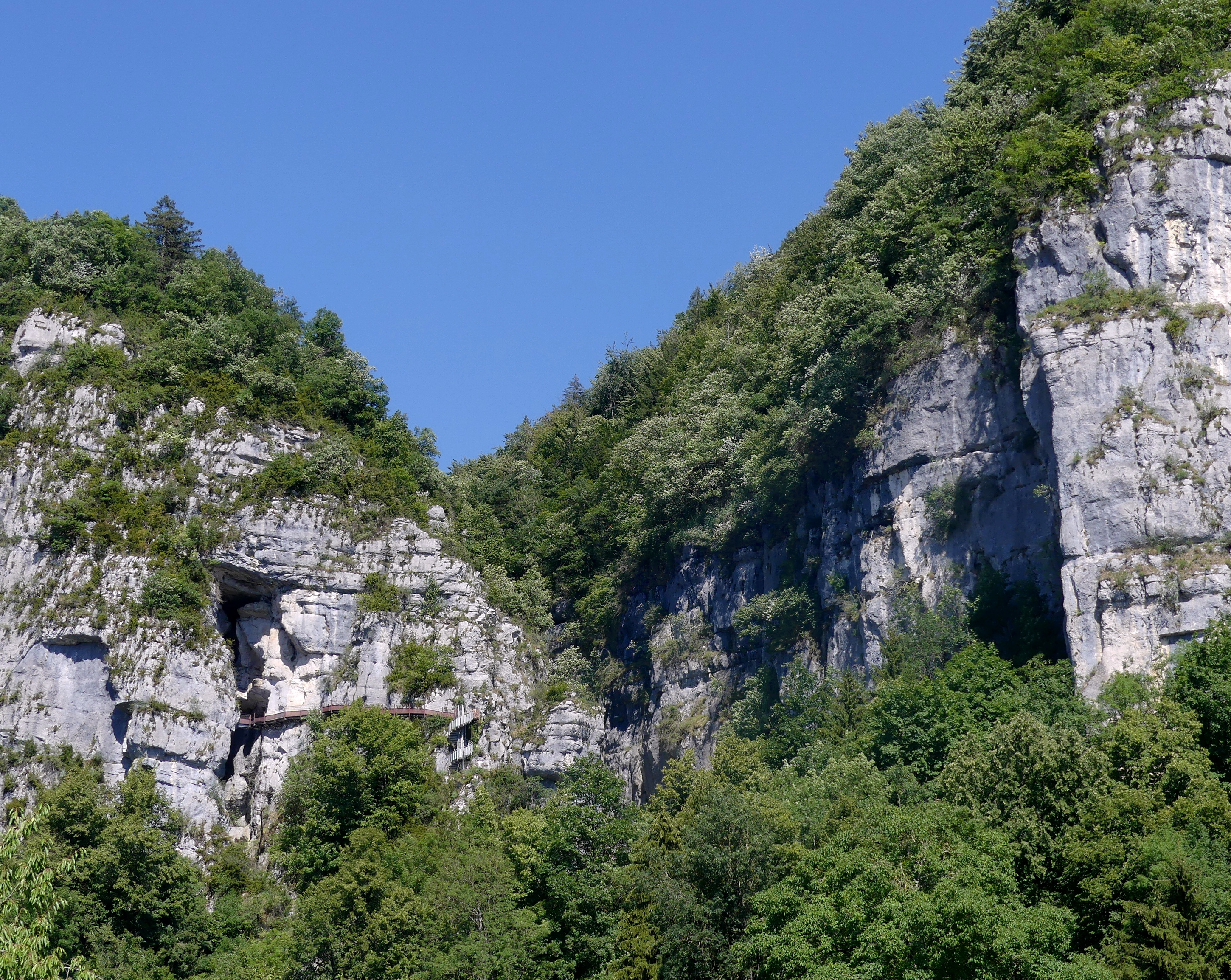
Vue, depuis le village de Saint-Christophe-la-Grotte, du Grand Goulet avec visible la grotte sud à gauche.

- Les grottes de Saint-Christophe, dites également de des Échelles, sont ouvertes à la visite du public. L'abri de la Frue aux environs de la fin du Paléolithique[1],[27].
- La voie sarde qui mène à la grotte en empruntant l'ancienne voie romaine et qui permet de découvrir le Monument à Charles-Emmanuel II de Savoie (1670)  Inscrit MH (1952)[28] avant d'accéder au site de la grotte supérieure et de la grotte inférieure. Une scène d'embuscade tendue par des résistants savoyards a été tournée sur le site pour les besoins du film devoir de mémoire Gloire et Déshonneur[29]. Son réalisateur Richard Delay a souhaité faire un clin d'oeil au dynamitage, par l'armée le 21 juin 1940, de la monumentale rampe d'accès au défilé et à l'attaque d'un convoi allemand par un groupe de maquisards en amont du tunnel des Échelles le 13 août 1944[30].

#### Autres lieux et monuments
- Pont dit « romain » ou de Saint-Martin, sur le Guiers Vif, servait d'ancien poste frontière entre la Savoie et le Dauphiné[31].
- Tunnel Napoléon ou des Échelles.

### Patrimoine naturel
La commune fait partie du parc naturel régional de Chartreuse.

### Personnalités liées à la commune
- Charles-Emmanuel II de Savoie.
- Napoléon Ier.

### Héraldique
| Blason à dessiner | Blason  | Écartelé: au 1er contre-écartelé au I d'argent à la croix potencée d'or cantonnée de quatre croisettes du même, au 2e burelé d'argent et d'azur au lion de gueules armé, lampassé et couronné d'or, au III d'or au lion de gueules, au IV d'argent au lion de gueules, au 2e parti au I de gueules au cheval cabré contourné d'argent, au II fascé d'azur et d'or de huit pièces au crancelin fleuronné d'or, enté en pointe d'argent à trois bouterolles de gueules, au 3e parti au I d'argent semé de billettes de sable et au lion du même, au II de sable au lion d'argent, au 4e parti au I échiqueté d'or et d'azur, au II de gueules à la fasce d'argent; sur le tout de gueules à la croix d'argent. |
| Blason à dessiner | Détails | Le statut officiel du blason reste à déterminer. |